# Tornei di tennis femminili nel 1888
Prima della nascita del WTA Tour, ossia l'apertura alle tenniste professioniste dei tornei che prima di quell'anno erano riservati alle tenniste dilettanti, tutti gli eventi più importanti erano amatoriali, tra questi c'erano i tornei del Grande Slam: il Torneo di Wimbledon e gli U.S. National Championships.

## Gennaio
Nessun evento

## Febbraio
Nessun evento

## Marzo
Nessun evento

## Aprile
| Settimana | Torneo                                                            | Vincitore             | Finalista      | Semifinalisti | Eliminati ai quarti |
| --------- | ----------------------------------------------------------------- | --------------------- | -------------- | ------------- | ------------------- |
| 12 aprile | Ceylon Championships 1888 Nuwara Eliya, Ceylon Singolare - Doppio | J. Watson 6-1 6-1 6-5 | Miss A'Esterre |               |                     |
| 12 aprile | Ceylon Championships 1888 Nuwara Eliya, Ceylon Singolare - Doppio |                       |                |               |                     |

## Maggio
| Settimana | Torneo                                                                       | Vincitore                                                     | Finalista                           | Semifinalisti | Eliminati ai quarti |
| --------- | ---------------------------------------------------------------------------- | ------------------------------------------------------------- | ----------------------------------- | ------------- | ------------------- |
| 7 maggio  | New South Wales Championships 1888 Sydney, Australia Erba Singolare - Doppio | Lillian Scott 8-6 6-4                                         | Miss Mayne                          |               |                     |
| 7 maggio  | New South Wales Championships 1888 Sydney, Australia Erba Singolare - Doppio | Lilian Scott Zilla Scott 6-1 3-6 6-2                          | Edith Fox EM Mayne                  |               |                     |
| 7 maggio  | New South Wales Championships 1888 Sydney, Australia Erba Singolare - Doppio | Doppio misto: Miss Mayne Dudley Webb 6-4 2-6 6-1              | Zilla Scott Alec Chomley            |               |                     |
| 26 maggio | Torneo di Pollokshields 1888 Pollokshields, Gran Bretagna Singolare - Doppio | Miss Rose 0-6 7-5 9-7                                         | Miss Simpson                        |               |                     |
| 26 maggio | Torneo di Pollokshields 1888 Pollokshields, Gran Bretagna Singolare - Doppio |                                                               |                                     |               |                     |
| 26 maggio | Flushing Spring Tournament 1888 New York, USA Singolare - Doppio             |                                                               | Miss Lynch Miss Mann                |               |                     |
| 26 maggio | Flushing Spring Tournament 1888 New York, USA Singolare - Doppio             |                                                               |                                     |               |                     |
| 26 maggio | Irish Championships 1888 Dublino, Irlanda Erba Singolare - Doppio            | Blanche Bingley 7-5 6-2                                       | Bertha Steedman                     |               |                     |
| 26 maggio | Irish Championships 1888 Dublino, Irlanda Erba Singolare - Doppio            | Bertha Steedman Mary Steedman 6-2 3-6 6-1                     | Margaret Bracewell Blanche Hillyard |               |                     |
| 26 maggio | Irish Championships 1888 Dublino, Irlanda Erba Singolare - Doppio            | Doppio misto: Margaret Bracewell Ernest Lewis 6-3 6-3 4-6 9-7 | Bertha Steedman H Cairns            |               |                     |

## Giugno
| Settimana | Torneo                                                                                | Vincitore                                             | Finalista                        | Semifinalisti | Eliminati ai quarti |
| --------- | ------------------------------------------------------------------------------------- | ----------------------------------------------------- | -------------------------------- | ------------- | ------------------- |
| 2 giugno  | West of England Championships 1888 Bath, Gran Bretagna Erba Singolare - Doppio        | Lottie Dod 6-3 6-0                                    | Miss Pope                        |               |                     |
| 2 giugno  | West of England Championships 1888 Bath, Gran Bretagna Erba Singolare - Doppio        | Ann Dod Lottie Dod 11-9 7-5                           | Beatrice Langrishe Miss Pope     |               |                     |
| 2 giugno  | West of England Championships 1888 Bath, Gran Bretagna Erba Singolare - Doppio        | Doppio misto: Margaret Bracewell Harry Grove 6-4 11-9 | Lottie Dod Anthony Dod           |               |                     |
| 2 giugno  | New York Tennis Club Spring Tournament 1888 New York, USA Singolare - Doppio          | Miss Locke                                            | A McKinley                       |               |                     |
| 2 giugno  | New York Tennis Club Spring Tournament 1888 New York, USA Singolare - Doppio          |                                                       |                                  |               |                     |
| 2 giugno  | New York Tennis Club Spring Tournament 1888 New York, USA Singolare - Doppio          | Doppio misto: Mrs Badgley Mr Badgley                  | Miss Schultz WD Hobart           |               |                     |
| 9 giugno  | Torneo di Whitehouse 1888 Edimburgo, Gran Bretagna Erba Singolare - Doppio            | Ann Dod 6-2 8-6                                       | J Ferguson                       |               |                     |
| 9 giugno  | Torneo di Whitehouse 1888 Edimburgo, Gran Bretagna Erba Singolare - Doppio            | Ann Dod J Ferguson 6-2 6-4                            | Miss Meikle Jane Meikle          |               |                     |
| 9 giugno  | Torneo di Whitehouse 1888 Edimburgo, Gran Bretagna Erba Singolare - Doppio            | Doppio misto: Ann Dod RM Watson 5-7 6-3 6-4           | J Ferguson CD Murray             |               |                     |
| 9 giugno  | Torneo di Cheltenham 1888 Cheltenham, Gran Bretagna Erba Singolare - Doppio           | Louisa Martin 6-3 6-4                                 | Blanche Hillyard                 |               |                     |
| 9 giugno  | Torneo di Cheltenham 1888 Cheltenham, Gran Bretagna Erba Singolare - Doppio           |                                                       |                                  |               |                     |
| 13 giugno | Nottingham Tournament 1888 Nottingham, Gran Bretagna Erba Singolare - Doppio          | Florence Noon 6-2 6-1                                 | Frances Snook                    |               |                     |
| 13 giugno | Nottingham Tournament 1888 Nottingham, Gran Bretagna Erba Singolare - Doppio          |                                                       |                                  |               |                     |
| 15 giugno | U.S. National Championships 1888 Filadelfia, USA Erba Singolare                       | Bertha Townsend 6-3, 6-5                              | Ellen Hansell                    |               |                     |
| 16 giugno | Kent Championships 1888 Beckenham, Gran Bretagna Erba Singolare - Doppio              | May Jacks 1-6 6-3 6-0                                 | Edith Gurney                     |               |                     |
| 16 giugno | Kent Championships 1888 Beckenham, Gran Bretagna Erba Singolare - Doppio              |                                                       |                                  |               |                     |
| 16 giugno | Kent Championships 1888 Beckenham, Gran Bretagna Erba Singolare - Doppio              | Doppio misto: Edith Gurney Charles Ross               | May Jacks A.N. Other             |               |                     |
| 16 giugno | Scottish Championships 1888 Edimburgo, Gran Bretagna Erba Singolare - Doppio          | Connie Butler 6-3 6-3                                 | Ann Dod                          |               |                     |
| 16 giugno | Scottish Championships 1888 Edimburgo, Gran Bretagna Erba Singolare - Doppio          |                                                       |                                  |               |                     |
| 16 giugno | Welsh Championships 1888 Penarth, Gran Bretagna Erba Singolare - Doppio               | Blanche Bingley 6-2 6-3                               | Miss Pope                        |               |                     |
| 16 giugno | Welsh Championships 1888 Penarth, Gran Bretagna Erba Singolare - Doppio               |                                                       |                                  |               |                     |
| 22 giugno | London Athletic Club Championships 1888 Londra, Gran Bretagna Erba Singolare - Doppio | Blanche Bingley 6-4 6-3                               | May Jacks                        |               |                     |
| 22 giugno | London Athletic Club Championships 1888 Londra, Gran Bretagna Erba Singolare - Doppio |                                                       |                                  |               |                     |
| 23 giugno | Northern Championships 1888 Liverpool, Gran Bretagna Erba Singolare - Doppio          | Lottie Dod 6-3 9-7                                    | Blanche Bingley                  |               |                     |
| 23 giugno | Northern Championships 1888 Liverpool, Gran Bretagna Erba Singolare - Doppio          | Ann Dod Lottie Dod 6-3 6-2                            | Margaret Bracewell May Langrishe |               |                     |
| 23 giugno | Northern Championships 1888 Liverpool, Gran Bretagna Erba Singolare - Doppio          | Doppio misto: Blanche Hillyard Ernest Renshaw         | Lottie Dod John Charles Kay      |               |                     |
| 30 giugno | Torneo di Waterloo 1888 Liverpool, Gran Bretagna Erba Singolare - Doppio              | Ann Dod 4-6 6-0 6-3                                   | K Hill                           |               |                     |
| 30 giugno | Torneo di Waterloo 1888 Liverpool, Gran Bretagna Erba Singolare - Doppio              |                                                       |                                  |               |                     |
| 30 giugno | Torneo di Waterloo 1888 Liverpool, Gran Bretagna Erba Singolare - Doppio              | Doppio misto: M Pick John Charles 8-6 6-3             | K Hill William Wethered          |               |                     |
| 30 giugno | Torneo di Edgbaston 1888 Birmingham, Gran Bretagna Erba Singolare - Doppio            | Margaret Bracewell 7-5 6-2                            | Florence Mardall                 |               |                     |
| 30 giugno | Torneo di Edgbaston 1888 Birmingham, Gran Bretagna Erba Singolare - Doppio            | Lillian Watson Maud Watson 6-0 1-0 ritiro             | Florence Mardall J Wray          |               |                     |
| 30 giugno | Torneo di Edgbaston 1888 Birmingham, Gran Bretagna Erba Singolare - Doppio            | Doppio misto: Maud Watson John Deykin 0-6 7-5 6-2     | Bertha Steedman George Brown     |               |                     |

## Luglio
| Settimana | Torneo                                                                            | Vincitore                             | Finalista          | Semifinalisti | Eliminati ai quarti |
| --------- | --------------------------------------------------------------------------------- | ------------------------------------- | ------------------ | ------------- | ------------------- |
| 19 luglio | Torneo di Leamington 1888 Leamington, Gran Bretagna Singolare - Doppio            | Alice Pickering 4-6 6-1 6-2           | Mrs Christie       |               |                     |
| 19 luglio | Torneo di Leamington 1888 Leamington, Gran Bretagna Singolare - Doppio            |                                       |                    |               |                     |
| 22 luglio | Torneo di Wimbledon 1888 Londra, Gran Bretagna Erba Singolare                     | Lottie Dod 6-3, 6-3                   | Blanche Bingley    |               |                     |
| 28 luglio | Middlesex Championships 1888 Chiswick Park, Gran Bretagna Erba Singolare - Doppio | Blanche Bingley 6-2 6-4               | D Patterson        |               |                     |
| 28 luglio | Middlesex Championships 1888 Chiswick Park, Gran Bretagna Erba Singolare - Doppio | Edith Gurney Blanche Hillyard 6-1 6-3 | D Patterson J Wray |               |                     |

## Agosto
| Settimana | Torneo                                                                                        | Vincitore                                            | Finalista                                | Semifinalisti | Eliminati ai quarti |
| --------- | --------------------------------------------------------------------------------------------- | ---------------------------------------------------- | ---------------------------------------- | ------------- | ------------------- |
| 4 agosto  | Northumberland Championships 1888 Newcastle, Gran Bretagna Erba Singolare - Doppio            | Connie Butler 3-6 6-4 6-4                            | Ann Dod                                  |               |                     |
| 4 agosto  | Northumberland Championships 1888 Newcastle, Gran Bretagna Erba Singolare - Doppio            |                                                      |                                          |               |                     |
| 4 agosto  | Northumberland Championships 1888 Newcastle, Gran Bretagna Erba Singolare - Doppio            | Doppio misto: Ann Dod John Galbraith walkover        | Helen Jackson C Liddell                  |               |                     |
| 6 agosto  | Derbyshire Championships 1888 Buxton, Gran Bretagna Erba Singolare - Doppio                   | Blanche Bingley 7-5 6-1                              | May Langrishe                            |               |                     |
| 6 agosto  | Derbyshire Championships 1888 Buxton, Gran Bretagna Erba Singolare - Doppio                   | Lottie Dod May Langrishe 6-3 6-3                     | Bertha Steedman Mary Steedman            |               |                     |
| 6 agosto  | Derbyshire Championships 1888 Buxton, Gran Bretagna Erba Singolare - Doppio                   | Doppio misto: Lottie Dod William Hamilton 6-0 6-1    | Margaret Bracewell Tom Campion           |               |                     |
| 9 agosto  | Torneo di Darlington 1888 Darlington, Gran Bretagna Erba Singolare - Doppio                   | Beatrice Wood 3-6 6-0 6-3                            | Ann Dod                                  |               |                     |
| 9 agosto  | Torneo di Darlington 1888 Darlington, Gran Bretagna Erba Singolare - Doppio                   | Ann Dod Miss Lucas 5-7 6-4 6-2                       | Ethel Cheese Mary Cheese                 |               |                     |
| 9 agosto  | Torneo di Darlington 1888 Darlington, Gran Bretagna Erba Singolare - Doppio                   | Doppio misto: Ann Dod John Galbraith Horn 7-5 13-11  | Constance Bowes-Lyon Patrick Bowes-Lyon  |               |                     |
| 10 agosto | Torneo di Keswick 1888 Keswick, Gran Bretagna Erba Singolare - Doppio                         | L. Cheetham 5-7 6-3 6-2                              | F. Haines                                |               |                     |
| 10 agosto | Torneo di Keswick 1888 Keswick, Gran Bretagna Erba Singolare - Doppio                         |                                                      |                                          |               |                     |
| 10 agosto | Torneo di Keswick 1888 Keswick, Gran Bretagna Erba Singolare - Doppio                         | Doppio misto: Miss Allen J.E.R. Allen 1-6 6-1 6-4    | E. Haines Edgar J. Chippendale           |               |                     |
| 10 agosto | Torneo di East Grinstead 1888 East Grinstead, Gran Bretagna Erba Singolare - Doppio           | Ivy Arbuthnot May Arbuthnot titolo condiviso         |                                          |               |                     |
| 10 agosto | Torneo di East Grinstead 1888 East Grinstead, Gran Bretagna Erba Singolare - Doppio           | Ivy Arbuthnot May Arbuthnot 6-1 6-0                  | Miss Birch Miss Thompson                 |               |                     |
| 10 agosto | Torneo di East Grinstead 1888 East Grinstead, Gran Bretagna Erba Singolare - Doppio           | Doppio misto: A. Covey Harold Stone 7-5 6-3          | J. Saint Clair P.E. Wallis               |               |                     |
| 11 agosto | Torneo di Exmouth 1888 Exmouth, Gran Bretagna Erba Singolare - Doppio                         | Blanche Bingley 6-3 6-1                              | Miss Bryan                               |               |                     |
| 11 agosto | Torneo di Exmouth 1888 Exmouth, Gran Bretagna Erba Singolare - Doppio                         |                                                      |                                          |               |                     |
| 18 agosto | Torneo di Saint Andrews 1888 Saint Andrews, Gran Bretagna Erba Singolare - Doppio             | Jane Meikle 6-3 6-4                                  | A Corbett                                |               |                     |
| 18 agosto | Torneo di Saint Andrews 1888 Saint Andrews, Gran Bretagna Erba Singolare - Doppio             |                                                      |                                          |               |                     |
| 18 agosto | Torneo di Felixstowe 1888 Felixstowe, Gran Bretagna Erba Singolare - Doppio                   | Nellie Turner 4-6 6-2 10-8                           | F Green                                  |               |                     |
| 18 agosto | Torneo di Felixstowe 1888 Felixstowe, Gran Bretagna Erba Singolare - Doppio                   |                                                      |                                          |               |                     |
| 18 agosto | Torneo di Felixstowe 1888 Felixstowe, Gran Bretagna Erba Singolare - Doppio                   | Doppio misto: Helen Kersey Herbert Kersey 6-3 6-0    | Mrs K.E. Hawkins Arthur B. Longe         |               |                     |
| 20 agosto | Narragansett Pier Tournament 1888 Narragansett, USA Erba Singolare - Doppio                   | Adeline Robinson                                     | Ellen Roosevelt                          |               |                     |
| 20 agosto | Narragansett Pier Tournament 1888 Narragansett, USA Erba Singolare - Doppio                   |                                                      |                                          |               |                     |
| 23 agosto | Saxmundham Lawn Tennis Club Tournament 1888 Saxmundham, Gran Bretagna Erba Singolare - Doppio | Miss Norman 6-1 6-2                                  | Edith Austin                             |               |                     |
| 23 agosto | Saxmundham Lawn Tennis Club Tournament 1888 Saxmundham, Gran Bretagna Erba Singolare - Doppio | E. Hawkins G. Rant 6-2 6-3                           | K. Gilbert E. Rawlinson                  |               |                     |
| 23 agosto | Saxmundham Lawn Tennis Club Tournament 1888 Saxmundham, Gran Bretagna Erba Singolare - Doppio | Doppio misto: Miss Norman G. Norman 6-0 6-2          | E. Rawlinson Rodwell                     |               |                     |
| 24 agosto | Torneo di Torquay 1888 Torquay, Gran Bretagna Erba Singolare - Doppio                         | Miss Mockler                                         | A. Foley                                 |               |                     |
| 24 agosto | Torneo di Torquay 1888 Torquay, Gran Bretagna Erba Singolare - Doppio                         |                                                      |                                          |               |                     |
| 24 agosto | Torneo di Torquay 1888 Torquay, Gran Bretagna Erba Singolare - Doppio                         | Doppio misto: Edith Gurney Ernest Lewis 6-1 6-2      | Miss Wolfe William Inchbald              |               |                     |
| 25 agosto | Torneo di Hitchin 1888 Hitchin, Gran Bretagna Erba Singolare - Doppio                         | May Jacks 6-0 6-3                                    | Florence Hilda Caldecott                 |               |                     |
| 25 agosto | Torneo di Hitchin 1888 Hitchin, Gran Bretagna Erba Singolare - Doppio                         | Ivy Arbuthnot May Arbuthnot 6-3 3-6 9-7              | Geraldine Buttanshaw Rosamond Buttanshaw |               |                     |
| 25 agosto | Torneo di Hitchin 1888 Hitchin, Gran Bretagna Erba Singolare - Doppio                         | Doppio misto: May Jacks Herbert C. Yockney 6-3 6-3   | Geraldine Buttanshaw Charles G. Allen    |               |                     |
| 25 agosto | South of Scotland Championships 1888 Moffat, Gran Bretagna Erba Singolare - Doppio            | E Malcolm 6-4 3-6 6-3                                | Lottie Paterson                          |               |                     |
| 25 agosto | South of Scotland Championships 1888 Moffat, Gran Bretagna Erba Singolare - Doppio            | E Malcolm L Paterson 6-2 6-2                         | Miss Pierce A Pierce                     |               |                     |
| 25 agosto | South of Scotland Championships 1888 Moffat, Gran Bretagna Erba Singolare - Doppio            | Doppio misto: E Malcolm FRB Pinhorn 6-1 4-6 6-2      | Lottie Paterson B McCulloch              |               |                     |
| 28 agosto | North of England Championships 1888 Scarborough, Gran Bretagna Erba Singolare - Doppio        | Margaret Bracewell 1-6 6-4 9-7 6-4                   | Bertha Steedman                          |               |                     |
| 28 agosto | North of England Championships 1888 Scarborough, Gran Bretagna Erba Singolare - Doppio        | Ann Dod Lottie Dod 6-3 6-4                           | Bertha Steedman Mary Steedman            |               |                     |
| 28 agosto | North of England Championships 1888 Scarborough, Gran Bretagna Erba Singolare - Doppio        | Doppio misto: Margaret Bracewell Harry Grove 6-3 6-1 | Gertrude Bracewell PB Brown              |               |                     |

## Settembre
| Settimana    | Torneo                                                                                    | Vincitore                                                 | Finalista                    | Semifinalisti | Eliminati ai quarti |
| ------------ | ----------------------------------------------------------------------------------------- | --------------------------------------------------------- | ---------------------------- | ------------- | ------------------- |
| 1º settembre | Torneo di Bournemouth 1888 Bournemouth, Gran Bretagna Erba Singolare - Doppio             | May Langrishe 6-1 7-5                                     | Miss Bryan                   |               |                     |
| 1º settembre | Torneo di Bournemouth 1888 Bournemouth, Gran Bretagna Erba Singolare - Doppio             | Beatrice Langrishe May Langrishe 4-6 6-4 6-1              | Miss Bryan A. Everitt        |               |                     |
| 3 settembre  | Torneo di Sheffield and Hallamshire 1888 Sheffield, Gran Bretagna Erba Singolare - Doppio | Miss Clark 6-1 6-2                                        | Miss Crossley                |               |                     |
| 3 settembre  | Torneo di Sheffield and Hallamshire 1888 Sheffield, Gran Bretagna Erba Singolare - Doppio |                                                           |                              |               |                     |
| 11 settembre | South of England Championships 1888 Eastbourne, Gran Bretagna Erba Singolare - Doppio     | Blanche Bingley 6-1 6-1                                   | Margaret Bracewell           |               |                     |
| 11 settembre | South of England Championships 1888 Eastbourne, Gran Bretagna Erba Singolare - Doppio     |                                                           |                              |               |                     |
| 11 settembre | South of England Championships 1888 Eastbourne, Gran Bretagna Erba Singolare - Doppio     | Doppio misto: Margaret Bracewell Harry Barlow 6-8 6-2 6-3 | Blanche Hillyard Tom Campion |               |                     |
| 13 settembre | Torneo di Boulogne-sur-Mer 1888 Boulogne-sur-Mer, Francia Singolare - Doppio              | Mrs Knock 2-6 6-2 7-5                                     | Miss Hick                    |               |                     |
| 13 settembre | Torneo di Boulogne-sur-Mer 1888 Boulogne-sur-Mer, Francia Singolare - Doppio              |                                                           |                              |               |                     |

## Ottobre
Nessun evento

## Novembre
| Settimana   | Torneo                                                                    | Vincitore                                   | Finalista             | Semifinalisti | Eliminati ai quarti |
| ----------- | ------------------------------------------------------------------------- | ------------------------------------------- | --------------------- | ------------- | ------------------- |
| 1º novembre | Victorian Championships 1888 Melbourne, Australia Erba Singolare - Doppio | Miss M Mayne 6-1 3-6 6-4                    | Nellie A'Beckett      |               |                     |
| 1º novembre | Victorian Championships 1888 Melbourne, Australia Erba Singolare - Doppio | Annie Chenery Nellie Chenery 6-4 6-5        | Miss Mayne Mabel Shaw |               |                     |
| 1º novembre | Victorian Championships 1888 Melbourne, Australia Erba Singolare - Doppio | Doppio misto: Nellie A'Beckett Mr De Little |                       |               |                     |

## Dicembre
| Settimana   | Torneo                                                                  | Vincitore                                 | Finalista                  | Semifinalisti | Eliminati ai quarti |
| ----------- | ----------------------------------------------------------------------- | ----------------------------------------- | -------------------------- | ------------- | ------------------- |
| 30 dicembre | New Zealand Championships 1888 Napier, Nuova Zelanda Singolare - Doppio | E. Gordon 6-5 9-7                         | Hilda Hitchings            |               |                     |
| 30 dicembre | New Zealand Championships 1888 Napier, Nuova Zelanda Singolare - Doppio | E Gordon Hilda Hitchings 6-2 6-2          | Miss Hill Mrs E Tanner     |               |                     |
| 30 dicembre | New Zealand Championships 1888 Napier, Nuova Zelanda Singolare - Doppio | Doppio misto: E Gordon Mr Wilding 6-1 6-3 | Hilda Hitchings CD Kennedy |               |                     |

## Senza data
| Settimana | Torneo                                                                      | Vincitore           | Finalista                 | Semifinalisti | Eliminati ai quarti |
| --------- | --------------------------------------------------------------------------- | ------------------- | ------------------------- | ------------- | ------------------- |
|           | Ealing Lawn Tennis Tournament 1888 Londra, Gran Bretagna Singolare - Doppio | A Brown             | non conosciuta (bandiera) |               |                     |
|           | Ealing Lawn Tennis Tournament 1888 Londra, Gran Bretagna Singolare - Doppio |                     |                           |               |                     |
|           | Natal Championships 1888 Pietermartizburg, Sudafrica Singolare - Doppio     | Mabel Grant 7-5 6-1 | L. Button                 |               |                     |
|           | Natal Championships 1888 Pietermartizburg, Sudafrica Singolare - Doppio     |                     |                           |               |                     |